# Psilanthus travancorensis
Psilanthus travancorensis là một loài thực vật có hoa trong họ Thiến thảo. Loài này được (Wight & Arn.) J.-F.Leroy miêu tả khoa học đầu tiên năm 1980.